# بترا لويس
 بترا لويس أستاذة الأشعة والتوليد بكلية دارتموث. هي رائدة في تعليم الأشعة.

## النشأة والتعليم
درست لويس الطب في مستشفى جاي، حيث حصلت علي بكالوريوس الطب وبكالوريوس الجراحة عام 1987. بعد تخرجها من الجامعة، نالت على زمالة في الطب النووي في جامعة جونز هوبكنز.

## مسار مهني مسار وظيفي
بعد الزمالة، رجعت لويس إلى لندن حيث عملت في أحد مراكز التصوير المقطعي بالإصدار البوزيتروني الأولى في المملكة المتحدة.   درست استخدام Fluorine-18 - Fluorodeoxyglucose في الساركويد.  انضمت إلى مركز Dartmouth – Hitchcock الطبي كمقيم في الأشعة. في عام 1998، تم تعيينها في هيئة التدريس في كلية الطب جيزيل، حيث عملت حينها كمديرة اختيارية للأشعة.  قامت كذلك بتطوير 11 مصدرًا عبر شبكة الإنترنت للتعليم ويتم استخدامها في جميع أنحاء الولايات المتحدة، بما في ذلك تعليم الأشعة عبر الإنترنت القائم على الحالة (CORE) و Radiology ExamWeb.   إلى جانب تطوير الموارد وقناتها الشهيرة على YouTube ، شاركت لويس في تطوير المناهج الدراسية الوطنية للأشعة.  في عام 2006، وبدأت في إجراء أعمال تحريرية وكتابة أسئلة للمجلس الأمريكي للأشعة.
شاركت لويس في تحرير دليل أكسفورد الأمريكي للأشعة في عام 2013. عملت كذلك كمدير لتعليم طلاب الطب ونائب الرئيس للتعليم.  في عام 2017، قامت بتطوير منصة على الويب للتعرف على النشاط العلمي والخدماتي لأعضاء هيئة التدريس. في عام 2017، أطلقت RadExam ، وهي أداة تسمح بتقييم وتعليقات السكان في نهاية دورة الأشعة.
تشمل اهتمامات لويس الإكلينيكية الطب النووي وتصوير النساء.  تستند عيادتها السريرية إلى مركز دارتموث - هيتشكوك الطبي. قامت كذلك بأستكشاف طريقة استخدام التصوير بالرنين المغناطيسي للثدي في تقييم المرضى الذين تم تشخيصهم بسرطان الثدي.
لويس هي عضو في تحالف معلمي طلاب الطب في مجال الأشعة (AMSER) وتحالف معلمي الطب في الأشعة (ACER). وقد شغلت منصب الرئيس في عام 2006 (AMSER) و 2012 (ACER).  نالت على جائزة AMSER Excellence في التعليم في عام 2013.  وقد شغلت منصب نائب رئيس لجنة صيانة الطب النووي التابعة للجنة البورد الأمريكية للأشعة.  لويس هو الرئيس المنتخب لجمعية أطباء الأشعة، وحصل على جائزة التعليم في عام 2017. حصلت على جائزة جمعية مديري البرامج في إنجاز الأشعة في عام 2017.